# هانس كوفمان
هانس كوفمان (الألمانية السويسرية الموحدة: Hans Kaufmann، و. 1948  م) هو سياسي، واقتصادي سويسري، هو عضوٌ في حزب الشعب السويسري.

## مناصب
تولى منصب عضو المجلس الوطني السويسري (6 ديسمبر 1999–4 مايو 2014).